# Lucie Baldauf
Lucie Baldauf (ook Lucy) (en Baldauf-Mellery) (? - Laken, 1946) was een Belgisch kunstschilderes, tekenaarster en grafica werkzaam in de overgang van de 19de naar de 20ste eeuw. Ze was lid van de Cercle Artistique et Littéraire in Brussel. Baldauf was de schoondochter van de kunstschilder Xavier Mellery met wie zij samenwoonde in een woonhuis met atelier op Mellerystraat 78 in Laken (Brussel). Na zijn dood in 1921 erfde Lucy het huis en bleef ze er wonen tot aan haar dood.
Ze tekende graag allerhande figuren, stadsgezichten en Hollandse interieurs.

## Tentoonstellingen
- Gent, 1892: "35ste Tentoonstelling" in het Casino van Gent.
- Wereldtentoonstelling 1894, Antwerpen : "Portret"
- Tentoonstelling van waterverfschilderingen, pastels, etsen, &a, Antwerpen, 1903 : "Op het begijnhof", "Straal en schaduw", "De oude Paleizenstraat te Laken" (tekeningen)
- Antwerpen, 1906: "Exposition d'aquarelles, de pastels et d'eaux-fortes".